# Iolanda Díaz Gallego
Iolanda Díaz Gallego (Sarria, 1934) és una activa col·laboradora en les diferents activitats relacionades amb l'emigració gallega a l'Uruguai i Catalunya.
Després d'estudiar perit mercantil a La Corunya, el qual finalitza el 1952, a l'any següent es va traslladar amb la seva família a Montevideo, on va començar a treballar al Banco de Galicia. A l'Uruguai manté una estreta relació amb els col·lectius d'immigrants gallecs i exiliats. També va participar en l'emissió radial Sempre en Galicia durant 20 anys. Va ser una de les fundadores del Teatro Popular Galego de Montevideo i del Patronato da Cultura Galega.
El 1978 es va traslladar amb la seva família a Barcelona. Allà va participar el 1978 de la creació de l'Asociación O Penedo, el qual va presidir des de la seva fundació fins a la seva dissolució el 2009. Va col·laborar entre 1973 i 1981 al programa A Nosa Galicia de Radio Miramar i a la Radio Galega (RG). El 1987 va crear a Barcelona el grup de teatre Zarabanda, grup el qual és encara plenament actiu donant a conèixer la cultura galega arreu de tot el món.